# Legnaia
Legnaia è un rione della città di Firenze, e fa parte del quartiere 4.

## Collocazione
È posto tra il centro della città di Firenze e il comune di Scandicci, lungo la via pisana; è compreso tra i rioni dell'Isolotto a nord (da cui è separato dall'asse viario del viale Francesco Talenti), Monticelli ad est, Soffiano a sud e San Quirico ad ovest.

## Origini del nome
L'etimologia del nome sembra derivare dal fatto che questo territorio era attraversato in tempi antichi dai taglialegna che trasportavano il legname dai vicini colli sopra Scandicci. Tant'è che in questi colli possiamo trovare una strada che tuttora si chiama "via di Legnaia". Altri invece fanno derivare l'origine del nome Legnaia dalla presenza di boschi che caratterizzava questo luogo prima dell'urbanizzazione e la trasformazione dei terreni ad uso agricolo.

## Storia
Legnaia fu sede di un comune autonomo dal 1808, quando fu staccato dal comune di Galluzzo per decisione del governo francese della Toscana; il suo territorio si estendeva per circa 43 km², confinava con i comuni di Firenze, Galluzzo, San Casciano in Val di Pesa, Casellina e Torri, Brozzi e Pellegrino e comprendeva, oltre al capoluogo, le località di Bellosguardo, San Bartolo a Cintoia, Santa Maria a Cintoia, Marignolle, Monticelli, Mosciano, Signano, Soffiano, Scandicci ed i sobborghi fiorentini del Pignone e di Verzaia.
Nel 1840 il comune contava 9.424 abitanti.
Il suo stemma raffigurava un albero (simbolo derivato dal nome del capoluogo) con sotto un galletto (ricordo della passata appartenenza al comune di Galluzzo) e sovrastato dal giglio, simbolo della Repubblica di Firenze.
Il territorio di Legnaia era noto per la coltivazione dei rinomati cavoli e la località del Pignone vide, nel 1840, il sorgere dell'omonima industria meccanica (oggi Nuovo Pignone), nella quale (1853) venne costruito e sperimentato il primo motore a combustione interna di Eugenio Barsanti e Felice Matteucci e che tanta parte doveva avere nella storia economica e sociale fiorentina negli anni a venire.
Nel 1865 il comune di Legnaia venne soppresso col R.D. 2412 26/7/1865, che prevedeva l'espansione del territorio comunale fiorentino (fino ad allora compreso nella cerchia delle mura) per mezzo della soppressione di alcuni comuni (oltre a Legnaia scomparvero quelli di Pellegrino e Rovezzano) e la riduzione territoriale di altri (Bagno a Ripoli, Galluzzo e Fiesole). Al momento della soppressione, il comune contava circa 11.300 residenti.
Il territorio di Legnaia fu pertanto diviso tra il comune di Firenze, che si annetté il capoluogo comunale, i sobborghi del Pignone e Verzaia, Bellosguardo e Monticelli mentre il resto fu annesso dal comune di Casellina e Torri, che in seguito avrebbe posto la propria sede comunale nella sua nuova frazione di Scandicci e dalla quale assunse la denominazione nel 1928.

### Stemma

Stemma comunale

Lo stemma del comune era:

## Monumenti e luoghi d'interesse

### Architetture religiose
- Chiesa di Sant'Angelo a Legnaia
- Chiesa di San Quirico a Legnaia, afferente al rione San Quirico

### Palazzi
- Villa Carducci

## Infrastrutture e trasporti
Fino al 1921 a Legnaia era presente una fermata della tranvia Firenze-Signa, inaugurata nel 1881 e prolungata nel 1895 fino a Porto di Mezzo, costituendo uno dei principali collegamenti con l'area occidentale della città.